# 田村淳
田村 淳（たむら あつし、1973年〈昭和48年〉12月4日 - ）は、日本のタレント、司会者、ラジオパーソナリティ、YouTuber。吉本興業所属。株式会社itakoto取締役会長。元ロンドンブーツ1号2号のボケ担当。山口県下関市出身。

## 来歴
山口県下関市彦島の出身で、下関市立彦島中学校を卒業し、山口県立下関中央工業高等学校（造船科）を卒業。淳の父親の実家は長崎県の五島市の福江島、母親の実家は大分県の別府にある。父親はタワークレーンの運転手、母親は地元の病院で看護師として務めた。3歳年下の弟がいる。
住居は狭い社宅の団地で、淳の実家の家計は裕福ではなかった。淳が小学校2年の時、母親は看護師の仕事を辞め近所の肉屋でパート勤務のほか内職で稼いだ。
不器用で無口な父親に代わって淳の面倒を見たのは母親で、淳が18歳で芸能界を夢見て上京する時は猛反対したが最終的に背中を押した。
当初の髪は、茶髪や青色に染めたりバンダナやキャップを斜め被りするなど一定していなかったが、1998年4月に始まったバラエティ番組『暴ロンブー』（毎日放送）の初回の企画で、淳は霊能力者から「髪型が悪い。変えないとトラックの運転手になってしまう。」と告げられた。当初は金髪の亮に倣って銀髪にしようとしたが、銀髪では売れないと言われて髪を切り赤く染めた。ちょうどブレイク時期と重なり、吉本興業が赤髪の淳のキャラクターグッズを大量に生産し、2002年頃まで赤い頭髪だった。現在、淳の髪は黒や茶髪になっているが、2012年のインターネット配信番組『淳の休日』の生配信時、2020年の亮の復帰ライブおよび会見時の2回だけ再び髪を赤く染めた。
2009年に野菜ソムリエの資格を取得して11月24日に『芸能人こだわり王講座 イケタク』（フジテレビ）で初めて発表した。
2010年4月29日に「犬山観光特使（愛知県犬山市）」に任命される。
2013年9月17日に元ファッションモデルの香那と入籍した。司会を務めるバラエティ番組『ロンドンハーツ』（テレビ朝日）で発表したいという淳本人の思いから、淳の入籍当日に別企画を放送する名目で3時間生放送スペシャルの枠を設け、放送開始直後に発表した。
テレビ番組『つくり場』（テレビ東京）の企画で、淳に贈るウェディングソング女性ボーカルver.「ずっとだよ」と男性ボーカルver.「スタートライン」の2曲を贈られている。淳は同番組中、「結婚式をやる時は（この曲を）使うよ」と語った。実際に2014年2月22日にハワイで行われた挙式後の結婚披露宴、新郎新婦入場曲に「ずっとだよ」を使用している。淳の披露宴の模様は2014年3月18日、自身の冠番組である『ジュニア＆ロンブー淳 ラブ婚＆ダメ婚SP!!』（テレビ朝日）内で放送された。
2015年に母親が肺癌と診断された。淳は、帰省するたび母親から何度も「私になにかあった場合、延命治療はしないで」と聞かされていた。
2016年10月27日に、Twitterで第1子女児（長女）が誕生したことを公表した。
2017年6月2日から個人の活動として「いたこと」プロジェクトを始動。同年9月23日、淳はAbemaTVで青山学院大学へ合格を目指すことを発表したが、2018年3月までに受験した全学部で不合格となった。2017年11月に吉本に在籍したまま、自らのアメリカでの活動拠点として法人「BE BLUE VENTURES」を設立した。淳は不合格通知を受け取った翌日に慶應義塾大学通信教育課程の資料を請求し、2018年に小論文を含む書類選考を経て、3月末に合格して4月末に入学式を迎えた。
2018年以降は、ピンでテレビ番組にゲスト出演する機会が増えた。同年、杉並区荻窪に家を新築する。
2019年9月5日、同年3月に慶應大学通信課程を退学し、慶應義塾大学大学院メディアデザイン研究科修士課程へ進学していたことを公表。
同年12月2日、淳は当時闇営業問題において謹慎中だった相方の亮と共に「株式会社LONDONBOOTS」を設立したことを自身のTwitterにて発表し、自身が代表取締役を務めることも同時に発表した。なお、吉本興業からの独立は否定している。また、時期を同じくしてYouTubeチャンネルを開設し、YouTuber活動も開始。チャンネルの名は淳個人名義ではなく「ロンブーチャンネル」とコンビ名義になっている。
2020年1月27日に、ロンドンブーツ公式YouTubeチャンネル「ロンブーチャンネル」で、ロンドンブーツ1号を亮から「襲名」したことを報告した。コンビ名はもともと、どちらが1号かを意識したネーミングではなかったが結成当初は淳より歳上である亮が1号を名乗ることもあった。6月11日には第2子となる女児（次女）が誕生したことを、自身のYouTubeチャンネルで報告した。間もなくして8月、淳の母親が闘病の末癌で亡くなった。株式会社itakotoが8月3日より田村の発案による遺書動画サービス「ITAKOTO」を提供開始。
2021年3月27日に、慶應義塾大学大学院政策・メディア研究科修了を自身のInstagramで報告した。
2023年12月31日をもって「株式会社LONDONBOOTS」を閉業。
2024年12月23日、虫垂炎を発症して救急搬送され、緊急手術を受けたことを公表。27日、退院を報告。
2025年6月24日23時30分をもってロンドンブーツ1号2号を解散。コンビ解散後も芸人としての活動は継続する。

## 人物
立ち位置
本来はボケ担当だが、淳の相方である亮が天然ボケであるためツッコミ・仕切り役に回ることが多い。近年ではボケのイメージはほとんどなくなり、『史上空前!! 笑いの祭典 ザ・ドリームマッチ』では2007年度放送分から正式にツッコミ役に回されている。レギュラー番組では、仕掛人として数々のタレントにドッキリや罠を仕掛けることが多い反面、逆にドッキリを仕掛けられたりいじられたりすることは極度に苦手としている。
趣味
小学生の時訪れた熊本城に感動して以来、 淳も熱心な城郭マニアで知られる。写真を見ただけでどこの城か当てることができ、一番好きな城は犬山城である。2010年にはかねてからその犬山城が一番好きだと公言していた事がきっかけで、「犬山観光特使」に任命された。熊本城の一口城主でもある。2012年に日本城郭検定の3級に合格。歴史に関する番組数本で司会を担当するなどの戦国マニアであり、好きな武将は伊達政宗、好きな戦国女性は濃姫である。淳も日本刀の収集を趣味とし、プライベートで一人の時は真剣の手入れをしながら邪念に魅入られないように真剣に精神集中をする。2006年にかねてから念願だった大河ドラマ『功名が辻』では中村一氏を演じた。三国志も好きで、横山光輝の漫画版全60巻を10回以上読み返した。なお、淳が好きな武将は太史慈で、尊敬する歴史上の人物に故郷出身で長州藩の藩士である高杉晋作の名前を挙げている。
アニメーション監督・新海誠のファンで、特に新海監督の作品『秒速5センチメートル』のファンであるという。
地元、山口県のプロサッカー（Jリーグ）チームであるレノファ山口FCのファンであり、チームのためにオリジナルの応援歌も作った。
Twitterトレンド大賞2018をきっかけに、ラブライバーとなり、2月には『ラブライブ!サンシャイン!!』の舞台でもある沼津市を訪れた。そして2019年2月16日の『ロンドンブーツ1号2号 田村淳のNewsCLUB』で、Aqoursの声優を、2020年7月25日の同番組では虹ヶ咲学園スクールアイドル同好会の声優を、2021年7月31日の同番組ではLiella!の声優をそれぞれゲストとして迎えるまでに至った。好きなラブライブ!のキャラクターは渡辺曜である。
学生時代
1986年下関市立江浦小学校、1989年下関市立彦島中学校、1992年山口県立下関中央工業高等学校を卒業。小学校から高校時代はバスケット部に所属していた。高校時代は英語が苦手で、英検4級の受検に失敗している。
慶應大に入ったり、大学院生になったりする淳に「学歴コンプレックスなのか？」と指摘されることがあるが、淳は「僕にとって学歴は正直どうでも良い。ただし今まで学んでこなかったことについてコンプレックスはある。」と述べている。
得意・苦手
淳が芸人になったばかりの頃、原宿のパスタ屋でアルバイトをしていたことがあり、パスタを得意料理としている。淳自身もパスタ好きであるため自分でレシピを考案することもあり、かつてのレギュラー番組『嗚呼!花の料理人』でその腕を披露した。それが高じて料理レシピ本『ロンブー淳の2人ごはん 恋する77皿』を出版した。
辛い食べ物を極端に苦手としており、「辛さは痛覚だから味覚と両立しない」という考えを持っている。
政治・社会
近年は『読売新聞』にコラムを掲載したり、ラジオ番組『ロンドンブーツ1号2号 田村淳のNewsCLUB』（文化放送）を立ち上げたりするなど社会派番組に積極的に取り組んでおり、それらもあって政界進出の噂も時折ささやかれることもあるが、淳もそれらに対して否定的な発言を繰り返している。
その他
台湾との交流を続けており、2015年3月3日に台湾観光貢献賞を受賞。
ネットで氾濫する薬物使用疑惑に応えるため、自らの冠番組でもある『田村淳の地上波ではダメ!絶対!』（BSスカパー!）において薬物検査の専門家を招き、実際に薬物検査キットを用いて3度の検証を行い、結果は陰性であり薬物を使用していないことを実証した。
重度のドライアイである。特に近年は症状が進行しており日光や照明に弱くなったため、2016年頃より公私問わずサングラスを着用している。
2012年10月26日にプライベートでjealkbのチケットを路上販売する様子をネット生配信を行っていたところに駐車が原因で警察官が来て、駐車違反で取り締まられた。これに納得できなかった淳が警官と口論し、さらに警官から「テレビに出られている方ですからね、周りの目があるので……」と諭されると、職業差別だと大騒ぎをして怒声を浴びせる騒ぎを起こした。後日、淳は自身のTwitterとhaderu名義のTwitterで「今回の件は、全て自分が悪かった事で、とても反省しています。興奮してしまい自分がルールを守ってないのにもかかわらず（中略）大人げない行動だった」と謝罪し、10月31日 - 11月2日の『知りたがり!』と11月10日の『Shibuya Deep A』への出演を辞退した。自身が企画した「大人の運動会」は翌年5月18日に延期された。この騒動以降は自身から警官と挨拶などをするようになったと述べている。
2020年時点のインタビューでは「僕はもうネタ見せをする事も、舞台に上がることもないので芸人ではなくなった」「自分自身のことを今は芸人とは思ってない。俺の中では10年くらい前（2010年頃）に芸人さんを辞めている感覚」と述べている。
元相方の田村亮とは同じ姓だが、血縁関係はない。身長167 cm、体重56 kg。
かつては自分の番組を全オンエア全チェックしていたが、結婚を機に自分の番組は見なくなっている。
前述の犬山観光特使になっている縁で2020年東京オリンピックで淳は、愛知県犬山市において聖火ランナーを務める予定だった。しかし、2021年2月に東京オリンピック・パラリンピック競技大会組織委員会の森喜朗会長が「オリンピックはコロナがどんな状況であっても開催するつもりです」などと発言したのに反発し、淳も事務所を通じて辞退の意向を伝えたことを明らかにした。

## エピソード
出演番組が日本PTA全国協議会の「子供に見せたくない番組」の調査で『ロンドンハーツ』だけ毎年上位にランクインされるが、淳は自身のラジオ番組で日本PTA全国協議会の専務理事と1時間議論を交わし、「PTAの言い分はわかったけど、番組のスタイルを変えるつもりはない」と語り、年に1回開催のPTA全国大会の会議への出席も「ぜひ、僕らの姿勢をお話したい」と乗り気の様子であった。一方、自身の番組に同期や苦楽を共にした仲間を出演させるなど、面倒見が良い一面もある。過去に『ザ・ベストハウス123』が「子供に見せたい番組」にランクインされていた事もあった。
2005年頃、テレビアニメ『ドラえもん』の声優陣交代に伴うオーディションがあることを知った淳は、自分に似ていると自負していたスネ夫の声をMDに録音して送った事がある。1次審査こそ通過したものの、事務所に無断で勝手に応募していたために厳重注意を受け、結局は辞退した。
2020年より2024年まで静岡ローカルでうなぎパイのCMに出演していたが、相方の亮が前年の不祥事で降板した静岡のローカル番組に復帰できるようにと考えてのことでもあった。
2024年5月5日放送のフジテレビの情報番組『ワイドナショー』に出演した際、衆議院東京15区補欠選挙におけるつばさの党による対立候補等への妨害行為に対して「こうやってメディアで名前を出すのも嫌だし、名前が出ることが彼らの利益につながると思うから触れたくもない」とコメントしたが、これに激高した党組織運動本部長の男らがX（旧ツイッター）で得た情報を基に、同月8日に田村の自宅と推定される場所で街宣車による抗議活動を起こす事態となった。

### 家族
元ファッションモデルの妻、香那との間に2女がいる。週刊誌『週刊新潮』2018年7月19日風待月増大号で、東京都杉並区の閑静な住宅街に戸建てを新築したことを報じられた。一方で「一軒家を建てたからといって、一国一城の主になったつもりもないし、終の棲家と決めたわけでもない。そもそも東京での生活に拘わっているわけでもない。」と述べている。また淳は自身のTwitterで「将来的には福岡に住みたいと考えていて糸島市、福津市、古賀市は最有力候補。」と述べている。
淳の父親は長崎県五島市の福江島出身、母親（2020年8月逝去、享年72）は大分県別府市出身。兄弟は2021年現在奈良県に住んでいる弟がいる。母は晩年癌を患っており、大量にストックしていた写真をベッド脇で一枚一枚めくっては「淳は子どものころ、福江島できれいな青い海で海水浴したり、岬の灯台まで歩いたり、縁側でスイカを食べたりした。また淳は別府に帰省したとき、弟が高崎山で猿に襲われた。」という当時の出来事を淳と一緒に思い出し、楽しんだという。また、母の晩年の闘病生活については著書『母ちゃんのフラフープ』でも語られている。

### 女性関係
元参議院議員東谷義和（ガーシー）の著書『死なばもろとも』の中で「淳が関東連合筋の女性と関係を持ったことで拉致され、後に吉本興業が示談金を支払った。」という記述があるが、淳は2022年8月4日に自身のYouTubeチャンネルで「概ね事実なんですけど、ディテールが違う。著書に描かれた記述で事実と違うことに関しては東谷に反論する旨を伝えた。」と述べた。関東連合筋の女性に手を出して拉致されたことについて淳は「22、23のころなのでたくさんの女性と遊んでる時期でしたから。テレビでも言ってる話なんですけど、渋谷を歩いてたら黒いバンにそのまま拉致られて。遊んだ女性がたまたまそういうヤンチャな方々の女性だったらしくて。僕、そういうの結構あるんですよ。」と認めている。

## 出演
コンビでの活動はロンドンブーツ1号2号#出演番組を参照。

### テレビ番組

#### レギュラー番組
現在
- 日曜日の初耳学（2015年4月19日 - 、毎日放送） - 準レギュラー
- 田村淳の訊きたい放題→田村淳のキキタイ!（2016年10月1日 - 、TOKYO MX） - MC
- 田村淳のTaMaRiBa（2022年10月10日 - 、テレビ東京）[58]
- 田村淳の夢を叶えるキャンピングカー（2025年5月10日 - 、BSよしもと）- MC[59]
- ロンドンハーツ（2025年7月1日[注釈 6] - 、テレビ朝日）- MC

過去
- 遠藤淳（2009年4月3日 - 2010年6月25日、テレビ東京） - MC
- Shibuya Deep A（2009年4月10日 - 2013年9月27日、NHK総合） - MC
- 知りたがり!（2010年4月2日 - 2013年3月29日、フジテレビ）[60]※2011年までは金曜レギュラーだったが、2012年4月2日からは月曜〜金曜通しで「超・知りたがりすと」として、レギュラー出演。
- 新型学問 はまる!ツボ学（2010年10月13日 - 2011年3月30日、日本テレビ） - MC
- デジスタ・ティーンズ（2011年3月30日 - 2012年3月28日、NHK Eテレ） - MC
- なるほど!ハイスクール（2011年4月21日 - 2012年3月8日、日本テレビ） - 担任 [60]
- 脳内ワードQ ヒキダス!（2012年1月17日 - 3月27日、TBS） - MC
- 淳の乾杯してみたっ!（2012年4月2日 - 9月29日、テレビ東京） - MC[60]
- テベ・コンヒーロ（2012年4月17日 ‐ 9月18日、TBS） - MC[60]
- ガチガセ（2012年4月20日 - 2013年2月8日、日本テレビ） - MC[60]
- ドリーム2クリエイター（2013年4月10日 - 9月25日、テレビ東京） - MC
  - 全力!ネットユーザーつくり場〜集まれ!ドリームクリエイター〜（2013年10月6日 - 2014年3月30日、テレビ東京） - MC
- 赤丸!スクープ甲子園（2013年4月15日 - 8月5日、日本テレビ） - MC[60]
- 知ってるor知ったか?クイズ!バレベルの塔（2013年4月7日 - 9月29日、朝日放送） - MC
- 絕對不單淳（2013年10月26日 - 2014年1月4日、台湾 東森電視） - MC
- 淳とシゲオのド深夜放送 キャー!ムービーシェアリング（2014年2月1日 - 3月15日、朝日放送） - MC
- ごぶごぶ（2014年4月1日 - 2016年3月29日 、毎日放送） - MC
- 淳と隆の週刊リテラシー→ 週刊リテラシー（2014年4月5日 - 2016年9月26日、TOKYO MX） - MC
- クイズ30〜団結せよ!〜（2014年4月27日 - 9月14日、フジテレビ） - MC※最終回は回答者として出演し、亮がMCを代理。
- 淳・ぱるるの○○バイト!（2015年4月15日 - 2016年3月23日、フジテレビ） - MC
- ロンプク☆淳（2015年4月18日 - 2021年3月22日、九州朝日放送） - MC
- えりぬきアイドルがその場で調べるニュースの結論（略して）バラ売り（2016年1月 - 2019年11月、kawaiian TV） - MC
- 就活 SESSION 田村淳の大学生ビジネス会議（2016年1月30日 - 3月26日、BSジャパン） - MC [61]
- 田村淳のBUSINESS BASIC（2016年4月10日 - 2020年3月29日、BSジャパン→BSテレ東）  - MC[62]
- 田村淳の地上波ではダメ!絶対!（2016年4月14日 - 2020年3月5日、BSスカパー） - MC
- 田村淳のコンカツ（2017年1月25日 - 7月6日、RKB毎日放送）
- アツカン〜田村淳鑑定所〜（2017年6月11日 - 9月24日、テレビ朝日） - MC
- 淳のスター発掘大作戦!!（2017年10月31日 - 2018年9月30日、中京テレビ）
- ソーシャルジン（2018年4月4日 - 2019年3月27日、TOKYO MX） - MC　＊jealkbのhaderu
- YUBIWAZA（2018年4月12日 - 2024年3月21日、毎日放送） - MC
- 緊急SOS!池の水ぜんぶ抜く大作戦（2018年4月22日 - 2021年7月4日、テレビ東京） - MC[60]
- ろんぶ〜ん（2018年10月4日 - 2019年3月21日、2020年1月6日・13日・20日・27日、NHK Eテレ） - MC
- ロンブー淳のオタクのフラグがたちました（2020年1月28日 - 2021年4月8日、TVQ九州放送）
- Mixalive presents 田村淳が豊島区池袋（2020年4月6日 - 2022年3月21日 、テレビ東京）
- 田村淳のコンテンツHolic（2020年5月29日 - 12月18日、毎日放送）
- グッとラック!（2020年9月28日 - 2021年3月26日、TBS） - メインコメンテーター[60]
- バイキングMORE（2021年4月1日 - 2022年4月1日 、フジテレビ） - 準レギュラー[60][63] → 金曜日MC[64]
- リフォーマーズの杖（2021年10月17日 - 2023年2月27日、NHK Eテレ）- 声での出演
- ラフ&クライ!〜笑いのショートプログラム〜（2022年1月9日 - 3月20日、TBS） - MC
- 田村淳が池袋イノベーション（2022年4月3日 - 10月2日、テレビ東京）[60]
- ポップUP!（2022年4月4日 - 12月19日、フジテレビ） - 月曜日レギュラー[60][65]
- 報道ランナー（2022年4月6日 - 2023年3月、関西テレビ）- 隔週水曜日コメンテーター[66]
- ワイドナショー（2022年4月10日 - 2025年3月30日、フジテレビ）- 隔週コメンテーター
- 超多様性トークショー!なれそめ（2022年7月9日 - 2024年9月20日、NHK Eテレ） - MC
- newsランナー（2023年4月 - 2024年3月、関西テレビ）- 隔週水曜日コメンテーター

#### 特別番組
現在
- THE 的中王（2008年1月2日・12月30日・2017年1月3日 - 、中京テレビ）- MC
- おしろツアーズ（2009年9月14日 - 2016年5月15日・2023年12月3日 - 、東海テレビ） - MC
  - おしろツアーズ スピンオフ ～田村淳と戦国マニアたち～（2025年2月22日、東海テレビ）- MC
- 田村淳の2月特番（2015年2月22日、信越放送） 
  - ロンブー淳の一度は行きたい!武将の隠し湯（2015年2月22日 - 2017年2月18日） - MC
  - ロンブー淳のじいさんばあさんに会うテレビ（2018年2月25日）- MC
  - ロンブー淳のお宝温泉じゃーにー（2019年2月24日）- MC
  - 前略 ロンブー淳様 私、移住しました。（2020年2月23日）- MC
  - ロンブー淳のド田舎シリーズ（2021年2月28日 - 2024年2月25日）- MC
  - 田村淳のオーライ!ホリデーハウス（2025年2月23日）- MC[67]
- 東海のイイとこみんな教えて! ロンブー淳のスマホ旅（2015年12月30日 - 、東海テレビ）
- 緊急SOS!池の水ぜんぶ抜く大作戦（2017年1月15日 - 2018年1月2日・2021年9月12日 - 、テレビ東京）- MC
- スポヂカラ!（2020年12月26日 - 、NHK BS1→NHK BS） - MC
- ロンブー淳と言いたい女 〜私たち納得するまで買いません〜（2021年12月12日 - 、TBS）- MC

過去
- サタデーバリューフィーバー→サンバリュ（日本テレビ）
  - オトナの社会科見学（2007年4月7日） - 担任
  - 知られざるアノ人に会う! 熱狂ファンワールド（2016年1月31日）- MC
- ドスペ2 「芸能界宇宙部」（2007年8月19日・12月9日、テレビ朝日）- 部長
- アイドルマニアが選ぶ!必ずブレイクするアイドル（2007年12月29日、日本テレビ） - 司会
- THEオヤジバンドSHOW（2008年1月3日、日本テレビ）- 司会
- モノシリス（2008年4月3日、フジテレビ）- MC[68]
- 芸能界かがく部（2008年7月4日・12月29日、テレビ朝日） - 部長
- 商品露出ドラマ 必須アイテムさん（2009年3月16日・9月28日、TBS）- 司会
- ロンブー淳の惚れさせシェフ（2009年4月19日、朝日放送） - MC
- 顔ゲー 芸能界顔面ゲーム王決定戦（2010年1月2日、フジテレビ）- 司会
- 小悪魔ドクショ 文学で恋をつかまえる方法（2010年1月7日、日本テレビ）- 司書
- S-1バトルグランドチャンピオン2010（2010年3月19日、日本テレビ）- 司会
- ニッポン国民の皆さん田村淳でございます（2010年3月29日、TBS）- 司会
- ドリー厶・ピリオド（2010年4月1日、フジテレビ）- 編集長
- お台場APPSラボ（2010年5月7日 - 2015年3月30日、フジテレビ）- MC
- スパモク!!（TBS）
  - ザ!芸能人ナイショのストーリー(秘)映像SP（2010年5月27日） - MC
  - ザ・運命カウンセラー 芸能人が通う占い師スペシャル（2010年9月16日）- 司会
  - 最強の女子力決定戦!!アイドル年の差バトル（2010年11月11日）- 司会
- なるほど!ハイスクール（2010年5月30日・10月9日、日本テレビ）- 担任
- 働きガイ大百科（2010年6月30日・2011年1月2日、テレビ東京）- 司会
- 売れる売れないにはワケがある!仰天!!ピンキリツアー（2010年7月31日、中京テレビ）- ピンキリマスター
- くらべる!世界なんでも勢力図（2010年8月22日、フジテレビ）- 司会
- 一攫千金!衝撃お仕事 世界(秘)デカセギ案内所（2010年9月17日、テレビ朝日）- 司会
- 日本史エピソダス（2010年10月1日・2011年1月8日、テレビ朝日）
- 金曜スーパープライム（日本テレビ）
  - 考えられない!?禁断ワールド 〜日本人の常識崩壊SP〜（2010年10月1日・2011年4月22日） - MC
  - 世界☆ドリー厶ワーク 〜カラダを張って稼ぐぞSP〜（2011年5月13日）- MC
- 時空を超えた大実験! もしも江戸の生活をしてみたら大変な事になりました（2010年10月30日、TBS）- 司会
- あけましてAKB!2011年もガチでいきます生で晴れ着で全員集合大新年会スペシャル（2011年1月1日、日本テレビ） - MC
  - AKB48vsおネエ48vs芸能人親子48 気になるアノ人たちの裏側(秘)生態調査スペシャル（2012年4月12日、日本テレビ）- MC
    - AKB48vs芸能人ファミリー48vsおネエ48気になる業界の裏側(秘)全態調査スペシャル!（2012年9月20日・2013年1月3日、日本テレビ） - MC

  - ここが変だよ!AKB48 ～気になる噂徹底検証SP～（2013年2月15日、日本テレビ）- MC
- 新春歴史ロマンスペシャル 戦国武将の真実 時代を変えた奇跡の瞬間! 愛と野望の開運伝説（2011年1月2日、TBS）- MC
- 淳の休日（2011年1月4日・10月3日、フジテレビ）
- 絶体絶命の危機からナイスクリアTV（2011年2月11日、フジテレビ）- MC
- 近未来予側テレビ 淳&薫堂のTHENEXT（2011年2月20日・2012年3月13日、フジテレビ）- MC
- 歴代トップアーティスト大集合!1位をとったアノ歌コンサート（2011年3月23日、日本テレビ）- 司会
- ロンブー淳の食べトク!?（2011年3月26日 - 2014年9月27日、フジテレビ） - MC
- みみたこ 〜職業別よく聞かれる質問バラエティ〜（2011年5月28日 - 2012年9月27日、フジテレビ） - MC
- 伝説飯 〜レジェめし〜 語り継かれる最強グルメ列伝（2011年6月5日 - 2015年3月8日、テレビ西日本） - MC
- ペットざっくざくバラエティー ここほれワンニャン隊（2011年6月22日、テレビ東京）- MC
- ニュースが知りたい!実はですねぇ（2011年7月10日、フジテレビ）- MC
- YOU vs. 7（2011年7月30日 - 2012年4月7日、フジテレビ） - MC
- 流行Q!コレキテル（2011年9月28日、TBS） - MC
  - 脳内ワードQ ヒキダス!（2012年6月14日、TBS）- MC
- オールスター感謝祭（2011年10月1日・2020年10月3日、TBS） - 総合司会（リレー方式）→「グッとラック!」メンバー
- 芸能界へたっぴ王!!（2011年11月19日 - 2012年3月2日、日本テレビ） - MC
- THE GOLDEN BATTLE（2011年12月11日 - 2014年12月14日、関西テレビ） - MC
- その後（2011年12月30日・2012年6月28日、フジテレビ） - MC
- 新春オープン!スターに逢えるおしゃべり商店街（2012年1月2日、関西テレビ） - MC
- 田村総研 DEEP!ニッポンのよあけ（2012年3月31日、TBS）- MC
- 私○○○ですけど、何か聞きたいことあります?（2012年4月1日、テレビ朝日）- MC
- 料理の別人（2012年4月2日、TBS） - MC
  - 注文の多い料理人（2012年6月28日・10月7日、TBS）- MC
- みんなの声（2012年4月13日・2013年3月25日、フジテレビ）- MC
- スパニチ!! 「ダジャレ映像化クイズバラエティー ダジャレん坊将軍!」（2012年5月6日、TBS）- MC
- 淳のスポダビ（2012年7月15日 - 2014年5月4日、フジテレビ）- MC
- 結婚できない司会者と嫁いる芸人たち（2012年9月21日 - 2013年10月10日、テレビ朝日） - MC
  - ジュニアと田村淳のラブ婚&ダメ婚スペシャル!!（2014年1月14日・3月18日、テレビ朝日） - MC
- 知ってるor知ったか?クイズ!バレベルの塔（2013年1月5日 - 2015年10月17日、朝日放送）-  バレベルの塔 主宰
- 水トク!（TBS）
  - あなたはこうしてダマされる!（2013年1月30日 - 2014年3月26日） - MC
  - 世界!ぶっ飛びMVP（2014年7月30日）- MC
- 芸能界最強トモダチGP（2013年4月20日、日本テレビ） - MC
- クイズ!ダイナマイト30（2013年5月18日、フジテレビ）- 司会
  - 団結せよ!クイズ30（2014年3月16日 - 4月27日、フジテレビ）- 司会
- オレが世界を変えてやる!（2013年11月31日、フジテレビ） - MC
- おカネさま!（2013年12月15日 - 2014年12月25日、読売テレビ） - MC
- マッチング・ラブ（2013年12月24日、TBS） - MC
- 奥さまは見た!（2013年12月29日、フジテレビ）- MC
- 47都道府県一斉1000人アンケート!!地元民が選ぶ愛されお取り寄せランキング（2013年12月31日、TBS）- MC
- ありえな〜いトラベル（2014年1月5日、フジテレビ）- 社長
  - 真夏のヒンヤリトラベル（2014年8月24日、フジテレビ）- 社長
- 人狼 〜嘘つきは誰だ?〜（2014年3月8日・10月8日、TBS）- プレイヤー
- 今夜限定でスター開店!!淳&ブラマヨのおしゃべり商店街（2014年3月25日、関西テレビ） - MC
- マサカっ!の実話SHOW（2014年4月2日、TBS） - MC
- 淳編集長のマル得テレビマガジン（2014年4月26日、フジテレビ）- 編集長
- 今だから言えるナイショ話（2014年5月28日・12月21日、毎日放送） - MC
- あなたの悩みを解決する!ロンブー論文（2014年8月24日、中京テレビ） - MC
- 恋愛観察バラエティ 失恋島（2014年9月30日・10月7日、フジテレビ）- MC
- クイズ☆アナタの記憶（2014年10月20日、TBS） - MC
- 正しくお参り!バッチリ開運!やしろツアーズ（2014年12月7日 - 2019年12月1日、東海テレビ） - MC
- いくぞニッポン!こども経済TV（2014年12月28日 - 2019年3月31日、テレビ東京） - MC
- 芸能人に密着!勝手にレースバラエティ（2015年1月4日、テレビ朝日）- MC
- 世界がビビる夜（2015年6月3日 - 2016年10月4日、TBS） - MC
- わがまま!気まま!旅気分「ロンブー淳の国宝松江城と城下町気まま旅」（2015年9月12日、山陰中央テレビ） - 旅人
- BSスカパー!って知ってますか!?「田村淳の地上波ではダメ!絶対!」（2015年9月27日、BSスカパー!）- MC[69]
- はじめまして、自分。（2015年9月29日、TBS） - MC
- FENER SESSION 田村淳の世界を変えるイノベーション会議（2015年12月20日、BSジャパン） - MC
- アイドル NEW YEAR サミット2016（2016年1月1日、フジテレビ）- MC
- 全世界の衝撃映像SP（2016年1月7日・11月24日、テレビ東京） - MC
- さかなクンも知らない!? おさかなJAPAN ギョギョッと食べつくし大作戦!（2016年4月23日、山口放送）- MC
- 最強エンターテイナーGameLive「今」一番、楽しいやつは誰だ!? （2016年6月26日、テレビ東京）- MC
- FNS27時間テレビフェスティバル!（2016年7月24日、フジテレビ）-「いただきハイジャンプ×キスマイBUSAIKU!? 超合体フェス」進行
- ロンブー淳の居座り。（2016年11月12日 - 2019年9月15日、毎日放送）
- 仙台☆淳（2016年12月9日、ミヤギテレビ）
- クイズ!ボンバーワン 秀才?凡人?おバカ?有名人常識Q検定SP（2017年1月18日、TBS） - MC
- ロンブー淳の論文を楽しむ!（2017年3月29日・2018年3月28日、NHK Eテレ） - MC
- THE城攻め（2017年5月7日・11月18日、日本テレビ） - 軍師
- ネクストブレイク 「ボクバス」 （2017年8月6日、日本テレビ）- MC
- ロンブー淳 ニッポンの優しいまち 〜集まれ!地域おこし協力隊〜（2018年3月4日・7月28日、テレビ東京）- MC[70]
- ニチファミ!「タラレバダイエット 私、やせたらイケるはず!」（2018年3月25日、フジテレビ）- MC
- おてらツアーズ（2018年7月27日 - 2022年12月4日、フジテレビ） - MC
- 密着!熊本城復旧プロジェクト（2018年11月16日、NHK福岡放送局）- リポーター
- 0.1％の奇跡!逆転無罪ミステリー（2019年6月10日 - 2020年9月21日、テレビ東京） - MC
- スカパー!シン・テレビ王決定戦!（2019年11月2日、BSスカパー!） - MC
- 中四国ブロック特別番組 淳のワヤ旅! 城好き歴男ふるさと巡礼（2019年11月23日、広島ホームテレビ・瀬戸内海放送・愛媛朝日テレビ・山口朝日放送） - MC
- ロンブー淳のゾンビランドサガ聖地巡礼ツアー（2020年2月24日・9月22日、TVQ九州放送）
- ロンブー淳のこの会社で働きたい!（2020年2月24日 - 2021年12月30日、テレビ愛知）
- みんなの卒業式（2020年3月24日、NHK総合） - MC
- 田村淳のテレ東ベンチャー祭り（2020年4月29日、テレビ東京）- MC
- ロンブー淳のバチャぶらリモだちナイト!（2020年5月4日、NHK総合） - MC
- 笑撃!SOKUNETAバトル（2020年7月5日、フジテレビ） - MC
- クイズピンチヒッター（2020年7月11日・12月29日、フジテレビ）- 解答者
- 人気俳優が絶対に間違えられないクイズ ～今日から俺は!!80年代編～（2020年7月19日、日本テレビ）- MC
- 日曜THEリアル!（フジテレビ）
  - 配達王 〜芸能人が極上グルメをあなたの家にお届け〜（2020年7月12日） - MC
  - ドン底人生脱出大作戦（2020年8月16日）- MC
- 田村淳の大人の小学校 淳校長の特別対談第2回「BASE株式会社代表 鶴岡裕太」（2020年9月18日、広島テレビ） - 校長
- 世界一やさしいワイドショー（2020年9月26日、読売テレビ） - MC
- 青年の主張 2020（2020年11月29日、NHK総合） - MC
- オフキング 芸能人たちの突き抜けカレンダー（2021年1月17日、フジテレビ）- MC
- 未来王2030（2021年2月23日 - 2022年12月11日、NHK総合）- MC
- 田村淳と考える!名古屋で避難所に住んでみた（2021年3月7日、東海テレビ）- MC
- 田村淳のコンテンツHolic（2021年3月17日・12月23日、毎日放送）- MC
- 令和の正解リアクション（2021年4月25日・9月11日、TBS） - MC
- なりそめTV（2021年6月2日、NHK Eテレ）- MC
- 淳と理央と潤の訊きたい選挙FLAG! 〜都議選2021～（2021年7月4日、TOKYO MX） - 総合司会
- 拡散せよ!フォロワーグランプリ（2021年7月12日、TBS） - MC
- ラフ&クライ! 〜笑いのショートプログラム〜（2021年7月20日・2022年1月2日、TBS） - MC
- 丸商建設スペシャル 山本圭壱がてげ接待!!田村淳&庄司智春と宮崎旅（2021年9月15日、宮崎放送）
- 緊急SOS! 100万円リメイクハウス ～DIYで劇的リフォーム大作戦!〜（2021年12月5日・2022年9月25日、テレビ東京→BSテレ東） - MC
- 突撃!!アナベンチャーズ 穴があったら入りたい!（2022年1月22日、長崎国際テレビ） - 隊長
- 早落ちクイズ 〜正解はすぐ底に!〜（2022年1月31日、関西テレビ） - MC
- 水曜NEXT!「成功者はあえて逆の道を行く」（2022年2月10日・17日、フジテレビ）- MC
- 田村淳のニッポン!アップデート（2022年2月26日 - 10月2日、テレビ東京）- MC
- 淳のスタートアップ! 業界新聞読んだらビジネスチャンス見つけちゃいました!（2022年3月18日、BS12 トゥエルビ） - MC
- 600キロを結ぶ未来へのメッセージ ～岩手と愛知・名古屋 復興10年の絆～（2022年3月19日、東海テレビ） - MC
- 鬼買いファンファーレ（2022年3月20日、TBS）- MC
- トリガーニュース 些細なことがきっかけで大事件（2022年3月29日、TBS） - MC
- 特別にカメラつけさせてください 取材禁止区域に潜入!（2022年5月14日、テレビ東京）- MC
- こちら「トレンディーマーケット」編集部（2022年5月22日 - 10月30日、日本テレビ）- 副編集長
- やすとも・淳のクイズレ（2022年7月27日 - 2023年8月9日、毎日放送）- MC
- 田村淳のまるなげTV（2022年9月3日、関西テレビ）- MC
- 「#Twitterトレンド大賞」〜激動の2022年をツイートデータで振り返る〜 （2022年12月22日、BSよしもと）- MC
- おしゃべりホールデム（2023年1月7日 - 8月18日、フジテレビ）- MC
- BBTスペシャル「淳&咲楽の国宝探訪! 我が街のふるこはん」（2023年2月24日、富山テレビ）[71]
- 宇宙のはなしをしよう!!（2023年3月26日、BS11）- MC[72]
- モトタドル（2023年5月14日、毎日放送）- MC[73]
- 奥さまに花束を（2024年2月10日、フジテレビ）- MC
- バラエティ司会者芸人夢の共演スペシャル（2024年2月17日、テレビ朝日）- 関係性トーク『この中で1番◯◯な人』MC
- 田村淳と考える 被災地とキャンピングカー（2024年8月18日、BS日テレ）
- 淳×ジュニア×有吉 40歳 - 50歳 〜10年観察〜（2024年11月27日、TBS）[74]
- 私たちは海の90%を知らない（2025年1月13日・3月29日、テレビ東京）- MC[75]
- 田村淳の時は音なり（2025年2月5日、琉球放送）- MC[76]
- アナタの街の隠れたヒーロー 縁の下の贈り人（2025年7月13日、長崎国際テレビ）- MC

### ラジオ番組
現在
- ロンドンブーツ1号2号 田村淳のNewsCLUB（2008年11月13日 - 、文化放送）

過去
- 田村淳のオールナイトニッポンいいネ!（2003年3月31日 - 2004年3月22日、ニッポン放送）
- 田村淳のオールナイトニッポン（2004年4月2日 - 2004年9月24日、ニッポン放送）
- ロンドンブーツ1号2号 田村淳の選挙クラブ（2010年7月11日、文化放送）
- ゆうちょ presents 田村淳のFLY HIGH!〜挑戦が未来を熱くする〜（2017年4月2日 - 2018年3月25日、TOKYO FM）

### ウェブ番組
現在
- ABEMA Prime (2021年4月13日-、AbemaNews)　-火曜MC [77]　※2022年3月までは隔週で出演
- ＃Twitterトレンド大賞 → ＃XTrendAward (2017年12月23日 - 、Twitter→X（年1回及びその事前番組）)　- MC
- 田村淳のアーシーch（2019年11月27日 - 、YouTube）　- MC

過去
- ニコニコ超パーティーLast Night〜2×0〜inニコニコ超会議[78]（2012年4月29日、ニコニコ生放送）
- ドリーム2クリエイター（2013年4月2日 - 9月3日、ニコニコ生放送）※隔週でTV収録の模様を生配信
  - 全力!ネットユーザーつくり場〜集まれ!ドリームクリエイター〜（2013年9月17日 - 2014年3月18日、ニコニコ生放送）※隔週でTV収録の模様を生配信
- 情熱報道ライブ「ニューズ・オプエド®」（2015年1月23日・10月13日・12月25日、NOBORDER NEWS TOKYO）
- アツシメーカー（2015年12月 - 2016年11月、LINE LIVE）
- 亀田興毅に勝ったら1000万円（2017年5月7日、AbemaTV） - MC[79]
- リアル人生すごろく (2017年7月23日、AbemaTV)　- 支配人（MC）
- 偏差値32の田村淳が100日で青学一直線〜学歴リベンジ〜（2017年9月23日 - 2018年3月10日、AbemaTV） - 受験生[80]
- 田村淳のシャカリキ!シャドウバース（2018年4月14日、AbemaTV・ウルトラゲームス）[81]
- REA(L)OVE（2018年4月27日（全9回）、Netflix） - 恋愛マスター（MC）
- 全日本パリピ選手権（2018年5月30日、AbemaTV）[82] - プレゼンター
- 田村淳の「お前がプロデューサー!」（2020年4月6日（全6回）、大阪チャンネル）
- 田村淳の地上波でもSNSでもダメ!絶対!（2021年3月25日・30日、スカパー!オンデマンド）
- Sla/shers 新時代の生き方ドキュメンタリー（2021年10月30日 - 12月25日、ABEMA） - MC[83]
- 界隈騒然!?ヨモヤマニュースSHOW!（2023年3月30日、ABEMA）- MC[84]

### テレビドラマ
- NHK大河ドラマ『功名が辻』（2006年、NHK総合） - 中村一氏 役

### 映画
- 巌流島 -GANRYUJIMA-（2003年、東宝） - 助蔵 役
- 20世紀少年 最終章 ぼくらの旗（2009年、東宝） - 地球防衛軍 役

### テレビアニメ
- それいけ!アンパンマン（日本テレビ系） - もずくん 役
- アイシールド21（テレビ東京系） - 蛭魔妖一 役
- おちこぼれフルーツタルト（AT-X他）[85]

### 劇場アニメ
- ONE PIECE エピソードオブアラバスタ 砂漠の王女と海賊たち（2007年、東映）
- ザ・シンプソンズ MOVIE（2007年、20世紀フォックス） - バート 役
- 10thアニバーサリー 劇場版 遊☆戯☆王 〜超融合!時空を越えた絆〜（2010年、NAS） - パラドックス 役
- グッバイ、ドン・グリーズ!（2022年、KADOKAWA） - ロウマの父(鴨川太朗) 役[86]

### ゲーム
- ビーバス&バットヘッド ヴァーチャル・アホ症候群 - バットヘッド 役
- 遊戯王 デュエルリンクス（2022年） - パラドックス 役[87]

### CM
- ニンテンドーDS「アイシールド21 MAX DEVILPOWER!」 ナレーション
- 大塚製薬 オロナミンCドリンク「会議ハツラツぅ?」篇（2010年） - 上戸彩と共演[88]
- モンデリーズ・ジャパン「クロレッツ」スッキリガム総選挙キャンペーン（2017年）
- 春華堂 「うなぎパイ」（2020年〜）
- 中小企業のチカラ『中⼩企業からニッポンを元気にプロジェクト』[89]

## 著書
- 『ロンブー淳の2人ごはん 恋する77皿』（2011年、角川マーケティング、ISBN 9784047318441）
- 『35点男の立ち回り術』（2015年6月23日、日経BP、ISBN 978-4822278359）[90]
- 『日本人失格』（2017年2月17日、集英社新書、ISBN 978-4087208689）
- 『即動力』（2018年11月6日、SB新書、ISBN 978-4-7973-9836-6）
- 『母ちゃんのフラフープ』（2021年5月31日、ブックマン社、ISBN 978-4893089427）
- 『超コミュ力』（2023年10月20日、すばる舎、ISBN 4799111566, 978-4799111567）

## 音楽活動
ヴィジュアル系バンド「jealkb」（ジュアルケービー）では、haderuとしてボーカル担当。詳細は当該項目を参照。

### シングル
「たむらあつし」名義
- もずくん（2002年10月30日 avex trax AVCD-30406） - テレビ番組『ロンブー龍』の企画で発売した曲。

### 参加作品
- よこそう東京へ音頭

テレビ番組「つくり場」の企画で作った曲。同番組企画アルバムCD（2014年2月19日発売）の4曲目に収録。来る2020年の東京オリンピックを盛り上げるテーマソングと言うコンセプトで作られた。
企画プロデューサー及び歌手のメンバーとして参加、作詞担当。

### 提供作品
- MAGIC POWER「I still love you」作詞 - アルバム「THE BEST OF MAGIC POWER」（2015年11月4日発売）[91]

## 作品

### 東京ソース
テレビ番組「つくり場」の企画で作ったソース。来る2020年の東京オリンピックに沢山の観光客が来る事を見越して、東京の代表的な御土産を作ろうと言う企画。企画プロデューサーとして参加。マックスリミテッド社から商品化が進められて、JR山手線の「NEWDAYS（ニューデイズ）」で2014年3月20日から販売が開始された。順次販売店が拡大される予定である。
- ロンブー淳が作った 東京白ソース

白味噌とピーナッツを合わせた刺身などに合うソース。
- ロンブー淳が作った 東京黒ソース

チョコレートとベリー、赤ワインを合わせた焼肉などに合うソース。